# Gabriela Anders
Gabriela Anders (17 de marzo de 1972, Buenos Aires) es una cantante, y pianista argentina, especializada en soul, jazz and latino. Su álbum debut fue Wanting de 1998, incluyendo tracks "You Know What It's Like", "Wanting" y "I'll Be Loving You". Sus siguientes álbumes furon Latina y Eclectica, ambos de 2003, Last Tango In Rio en 2004 y "Bossa Beleza" en 2008.
Una de sus actuaciones más notables, fue con George Duke en el Montreux Jazz Festival en 1999 (Casino Lights '99) cuando cantó vocalmente en el track Brazilian Love Affair.
La mayoría de las pistas son cantadas en inglés, con algunos temas en su castellano nativo. Está casada con el guitarrista Wayne Krantz.